# Deutsche Poolbillard-Meisterschaft 2009 (Herren)
Die Deutsche Poolbillard-Meisterschaft 2009 war die 35. Austragung zur Ermittlung der nationalen Meistertitel der Herren in der Billardvariante Poolbillard. Sie wurde vom 26. Oktober bis 1. November 2009 in der Wandelhalle in Bad Wildungen im Rahmen der Deutschen Billard-Meisterschaft ausgetragen.
Es wurden die Deutschen Meister in den Disziplinen 14/1 endlos, 8-Ball und 9-Ball ermittelt.

## Medaillengewinner
| Disziplin   | Gold                           | Silber                                   | Bronze                              | Bronze                                   |
| ----------- | ------------------------------ | ---------------------------------------- | ----------------------------------- | ---------------------------------------- |
| 14/1 endlos | John Blacklaw (Hannover 96)    | Dominic Jentsch (Hannover 96)            | Juri Pisklov (1. PBC Bad Wildungen) | Andreas Roschkowsky (BC Oberhausen)      |
| 8-Ball      | Dominic Jentsch (Hannover 96)  | Christian Weigoni (BV Fortuna Straubing) | Stefan Nölle (PBC Bork 73)          | Thomas Lüttich (Hannover 96)             |
| 9-Ball      | Nicolas Ottermann (BSV Dachau) | Dominic Jentsch (Hannover 96)            | Andreas Roschkowsky (BC Oberhausen) | Christian Weigoni (BV Fortuna Straubing) |

## Modus
Die 32 Spieler, die sich über die Landesmeisterschaften der Billard-Landesverbände qualifiziert haben, spielten zunächst im Doppel-KO-System. Ab dem Viertelfinale wurde im KO-System gespielt.

## Wettbewerbe
Aus Gründen der Übersichtlichkeit werden im Folgenden jeweils nur die Ergebnisse ab dem Viertelfinale und die 16 bestplatzierten Spieler notiert.

### 14/1 endlos
Der Wettbewerb in der Disziplin 14/1 endlos wurde vom 26. bis 27. Oktober ausgetragen.
| Platz | Spieler             | Verein                  |
| ----- | ------------------- | ----------------------- |
| 1     | John Blacklaw       | Hannover 96             |
| 2     | Dominic Jentsch     | Hannover 96             |
| 3     | Juri Pisklov        | 1. PBC Bad Wildungen    |
| 3     | Andreas Roschkowsky | BC Oberhausen           |
| 5     | Kevin Becker        | BSV Wuppertal           |
| 5     | Duy Hai Dinh        | PBC Bremen-Neustadt     |
| 5     | Andreas Bachtler    | BIG Lambrecht           |
| 5     | Dennis Jansen       | 1. PBC Joker Geldern    |
| 9     | David Krewitt       | PBC Schwerte 87         |
| 9     | Alexander Dremsizis | BC Queue Hamburg        |
| 9     | Jörn Hannes-Hühn    | PBC Rosnhausen          |
| 9     | Christian Radtke    | 1. PBC Schipkau         |
| 13    | Christian Brehme    | BSF Kurpfalz            |
| 13    | Sebastian Bibrach   | 1. PBC Hürth-Berrenrath |
| 13    | Peter Bardel        | 1. BSC Marl             |
| 13    | Jörg Kohl           | PBC Fortuna Bexbach     |

|  | Viertelfinale                      | Viertelfinale       |                 |     | Halbfinale | Halbfinale |  |  | Finale | Finale |
|  |                                    |                     |                 |     |            |            |  |  |        |        |
|  | Dominic Jentsch Hannover 96        | 150                 |                 |     |            |            |  |  |        |        |
|  | Dennis Jansen 1. PBC Joker Geldern | 38                  |                 |     |            |            |  |  |        |        |
|  | Dennis Jansen 1. PBC Joker Geldern | 38                  | Dominic Jentsch | 150 |            |            |  |  |        |        |
|  |                                    |                     | Dominic Jentsch | 150 |            |            |  |  |        |        |
|  |                                    | Andreas Roschkowsky | 0               |     |            |            |  |  |        |        |
|  | Duy Hai Dinh PBC Bremen-Neustadt   | Andreas Roschkowsky | 0               | 86  |            |            |  |  |        |        |
|  | Duy Hai Dinh PBC Bremen-Neustadt   |                     |                 | 86  |            |            |  |  |        |        |
|  | Andreas Roschkowsky BC Oberhausen  | 150                 |                 |     |            |            |  |  |        |        |
|  |                                    |                     | Dominic Jentsch | 4   |            |            |  |  |        |        |
|  |                                    | John Blacklaw       | 150             |     |            |            |  |  |        |        |
|  | Andreas Bachtler BIG Lambrecht     | 60                  |                 |     |            |            |  |  |        |        |
|  | Juri Pisklov 1. PBC Bad Wildungen  | 150                 |                 |     |            |            |  |  |        |        |
|  | Juri Pisklov 1. PBC Bad Wildungen  | 150                 | Juri Pisklov    | 10  |            |            |  |  |        |        |
|  |                                    |                     | Juri Pisklov    | 10  |            |            |  |  |        |        |
|  |                                    | John Blacklaw       | 150             |     |            |            |  |  |        |        |
|  | Kevin Becker BSV Wuppertal         | John Blacklaw       | 150             | 76  |            |            |  |  |        |        |
|  | Kevin Becker BSV Wuppertal         |                     |                 | 76  |            |            |  |  |        |        |
|  | John Blacklaw Hannover 96          | 150                 |                 |     |            |            |  |  |        |        |

### 8-Ball
Der Wettbewerb in der Disziplin 8-Ball wurde vom 27. bis 30. Oktober 2009 ausgetragen.
| Platz | Spieler             | Verein                  |
| ----- | ------------------- | ----------------------- |
| 1     | Dominic Jentsch     | Hannover 96             |
| 2     | Christian Weigoni   | BV Fortuna Straubing    |
| 3     | Stefan Nölle        | PBC Bork 73             |
| 3     | Thomas Lüttich      | Hannover 96             |
| 5     | John Blacklaw       | Hannover 96             |
| 5     | Jörg Uphus          | PBC Lingen              |
| 5     | Thomas Hölters      | 1. PBC Neuwerk          |
| 5     | Dennis Rathmann     | BV Mörfelden-Walldorf   |
| 9     | Andreas Roschkowsky | BC Oberhausen           |
| 9     | David Krewitt       | PBC Schwerte 87         |
| 9     | Christophe Creter   | BV Mörfelden-Walldorf   |
| 9     | Nicolas Ottermann   | BSV Dachau              |
| 13    | Duy Hai Dinh        | PBC Bremen-Neustadt     |
| 13    | Marcus Westen       | BSG Osnabrück           |
| 13    | Thomas Arnold       | PBC Fortuna Bexbach     |
| 13    | Dirk Stenten        | Schwarz-Weiß Kohlscheid |

|  | Viertelfinale                          | Viertelfinale     |                   |   | Halbfinale | Halbfinale |  |  | Finale | Finale |
|  |                                        |                   |                   |   |            |            |  |  |        |        |
|  | Thomas Hölters 1. PBC Neuwerk          | 2                 |                   |   |            |            |  |  |        |        |
|  | Stefan Nölle PBC Bork 73               | 9                 |                   |   |            |            |  |  |        |        |
|  | Stefan Nölle PBC Bork 73               | 9                 | Stefan Nölle      | 8 |            |            |  |  |        |        |
|  |                                        |                   | Stefan Nölle      | 8 |            |            |  |  |        |        |
|  |                                        | Christian Weigoni | 9                 |   |            |            |  |  |        |        |
|  | Christian Weigoni BV Fortuna Straubing | Christian Weigoni | 9                 | 9 |            |            |  |  |        |        |
|  | Christian Weigoni BV Fortuna Straubing |                   |                   | 9 |            |            |  |  |        |        |
|  | Dennis Rathmann BV Mörfelden-Walldorf  | 4                 |                   |   |            |            |  |  |        |        |
|  |                                        |                   | Christian Weigoni | 2 |            |            |  |  |        |        |
|  |                                        | Dominic Jentsch   | 9                 |   |            |            |  |  |        |        |
|  | John Blacklaw Hannover 96              | 8                 |                   |   |            |            |  |  |        |        |
|  | Thomas Lüttich Hannover 96             | 9                 |                   |   |            |            |  |  |        |        |
|  | Thomas Lüttich Hannover 96             | 9                 | Thomas Lüttich    | 5 |            |            |  |  |        |        |
|  |                                        |                   | Thomas Lüttich    | 5 |            |            |  |  |        |        |
|  |                                        | Dominic Jentsch   | 9                 |   |            |            |  |  |        |        |
|  | Jörg Uphus PBC Lingen                  | Dominic Jentsch   | 9                 | 5 |            |            |  |  |        |        |
|  | Jörg Uphus PBC Lingen                  |                   |                   | 5 |            |            |  |  |        |        |
|  | Dominic Jentsch Hannover 96            | 9                 |                   |   |            |            |  |  |        |        |

### 9-Ball
Der Wettbewerb in der Disziplin 9-Ball wurde vom 30. Oktober bis 1. November 2009 ausgetragen.
| Platz | Spieler             | Verein                |
| ----- | ------------------- | --------------------- |
| 1     | Nicolas Ottermann   | BSV Dachau            |
| 2     | Dominic Jentsch     | Hannover 96           |
| 3     | Andreas Roschkowsky | BC Oberhausen         |
| 3     | Christian Weigoni   | BV Fortuna Straubing  |
| 5     | John Blacklaw       | Hannover 96           |
| 5     | Christian Reimering | BV Fortuna Straubing  |
| 5     | Alexander Dremsizis | BC Queue Hamburg      |
| 5     | Juri Pisklov        | 1. PBC Bad Wildungen  |
| 9     | Manuel Ederer       | BSV Dachau            |
| 9     | Valery Kuloyants    | BSV Dachau            |
| 9     | Thomas Lüttich      | Hannover 96           |
| 9     | Christophe Creter   | BV Mörfelden-Walldorf |
| 13    | Stefan Gruber       | BSV Phönix            |
| 13    | Dominik Lorch       | PBC Schwerte 87       |
| 13    | Duy Hai Dinh        | PBC Bremen-Neustadt   |
| 13    | Joshua Filler       | PBC Schwerte 87       |

|  | Viertelfinale                           | Viertelfinale       |                   |    | Halbfinale | Halbfinale |  |  | Finale | Finale |
|  |                                         |                     |                   |    |            |            |  |  |        |        |
|  | Dominic Jentsch Hannover 96             | 11                  |                   |    |            |            |  |  |        |        |
|  | Christian Reimering BV Fortuna Staubing | 9                   |                   |    |            |            |  |  |        |        |
|  | Christian Reimering BV Fortuna Staubing | 9                   | Dominic Jentsch   | 11 |            |            |  |  |        |        |
|  |                                         |                     | Dominic Jentsch   | 11 |            |            |  |  |        |        |
|  |                                         | Andreas Roschkowsky | 10                |    |            |            |  |  |        |        |
|  | Andreas Roschkowsky BC Oberhausen       | Andreas Roschkowsky | 10                | 11 |            |            |  |  |        |        |
|  | Andreas Roschkowsky BC Oberhausen       |                     |                   | 11 |            |            |  |  |        |        |
|  | John Blacklaw Hannover 96               | 1                   |                   |    |            |            |  |  |        |        |
|  |                                         |                     | Dominic Jentsch   | 9  |            |            |  |  |        |        |
|  |                                         | Nicolas Ottermann   | 11                |    |            |            |  |  |        |        |
|  | Nicolas Ottermann Hannover 96           | 11                  |                   |    |            |            |  |  |        |        |
|  | Juri Pisklov 1. PBC Bad Wildungen       | 5                   |                   |    |            |            |  |  |        |        |
|  | Juri Pisklov 1. PBC Bad Wildungen       | 5                   | Nicolas Ottermann | 11 |            |            |  |  |        |        |
|  |                                         |                     | Nicolas Ottermann | 11 |            |            |  |  |        |        |
|  |                                         | Christian Weigoni   | 5                 |    |            |            |  |  |        |        |
|  | Alexander Dremsizis BC Queue Hamburg    | Christian Weigoni   | 5                 | 9  |            |            |  |  |        |        |
|  | Alexander Dremsizis BC Queue Hamburg    |                     |                   | 9  |            |            |  |  |        |        |
|  | Christian Weigoni BV Fortuna Straubing  | 11                  |                   |    |            |            |  |  |        |        |